# Chaetophyes kukukukui
Chaetophyes kukukukui är en insektsart som beskrevs av Maa 1963. Chaetophyes kukukukui ingår i släktet Chaetophyes och familjen Machaerotidae.
Artens utbredningsområde är Papua Nya Guinea. Inga underarter finns listade i Catalogue of Life.